# گرهارد مایر-فورفلدر

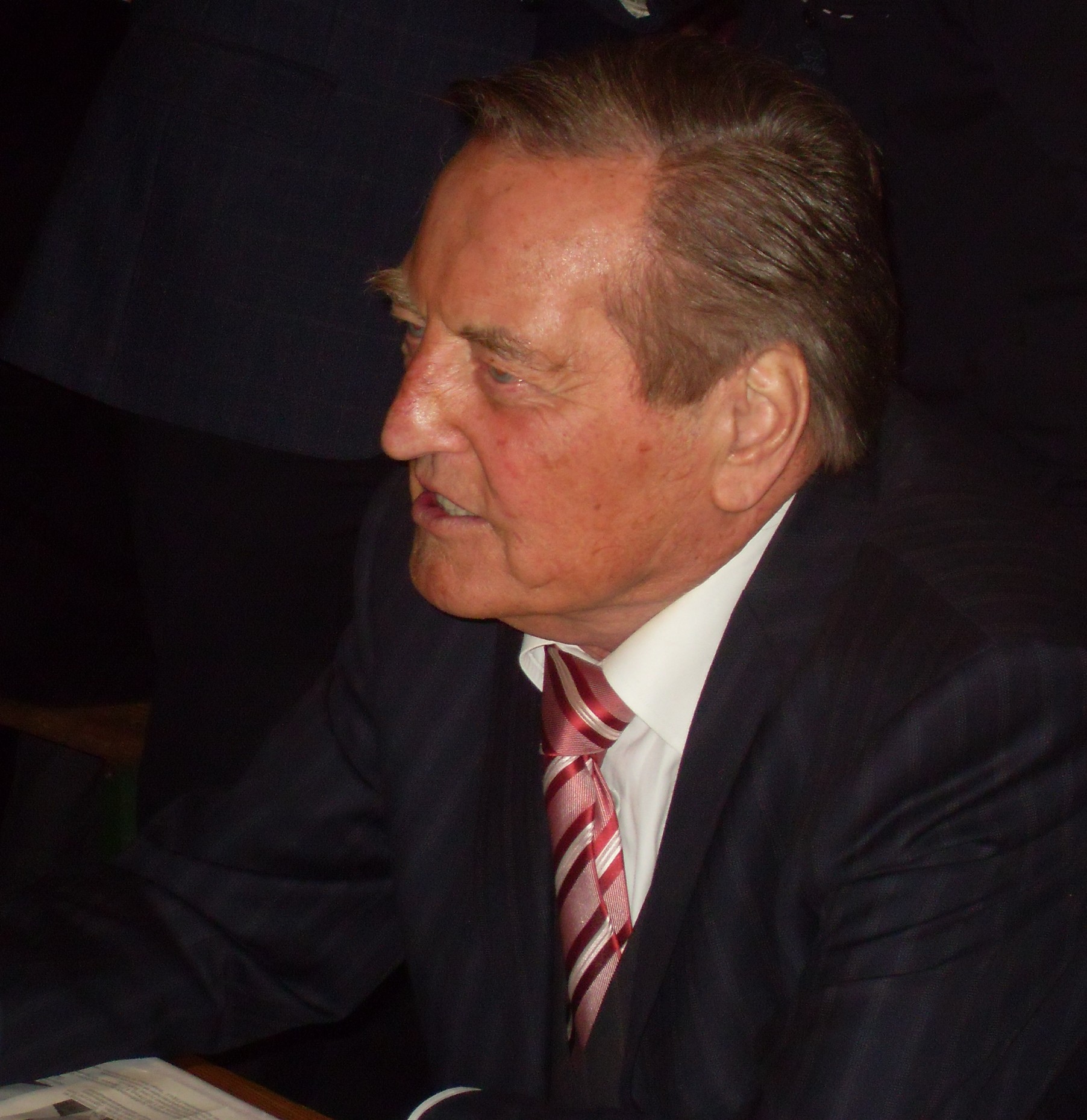
گرهارد مایر-فورفلدر در سال ۲۰۰۹

گرهارد مایر-فورفلدر (۳ مارس ۱۹۳۳ – ۱۷ اوت ۲۰۱۵)، که اغلب «ام‌وی» نامیده می‌شود، نایب رئیس اتحادیه فوتبال اروپا (یوفا) بود. مایر-فورفلدر قبل از شروع به کار در یوفا، به عنوان سیاستمدار در حزب اتحادیه دموکرات مسیحی آلمان فعالیت می‌کرد و از سال ۱۹۷۶ تا ۱۹۹۸ در کابینه ایالت بادن-وورتمبرگ حضور داشت. او همچنین ریاست باشگاه فوتبال اشتوتگارت و فدراسیون فوتبال آلمان را بر عهده داشته‌است.